# Салливан, Нэнси
Нэнси Салливан (англ. Nancy Sullivan (17 октября 1969, Юта, США) — американская актриса
, телеведущая и сценаристка. Является комедийной актрисой и получила опыт в импровизациях, работая с труппой The Groundlings в Сан-Хосе. Она сыграла роль Одри Паркер-Николс в хитовом телесериале «Дрейк и Джош» на телеканале Nickelodeon. В The Amanda Show она сыграла различных персонажей, подобно Мэрси Стаймпл, миссис Клутц, мисс Дебоа и других учителей, а также клиентов для скетчей «Blockblister» и «...Dooper».
Она училась актёрскому мастерству и танцам в университете Юты. Моделями её ролей послужили Люсиль Болл, Трейси Ульман и Кэрол Бёрнетт.
Также Салливан снялась во множестве рекламных роликов, включая несколько относительно недавних для сети супермаркетов Price Chopper.
Она написала сценарий к фильму «Threat of Exposure», который вышел в 2002 году.
Особую известность принесли ей фильмы:
«Притворщик», «Беверли-Хиллз 90210», «Дрейк и Джош».

## Фильмография
- 1984: «Single Bars, Single Women» — сестра
- 1987: «Salvation!: Have You Said Your Prayers Today?»
- 1989: «Doogie Howser, M.D.»[англ.]
- 1990: «Беверли-Хиллз, 90210»
- 1991: «Matlock»[англ.] (эпизод 5x17)
- 1992: Melrose Place
- 1993: «Точка кипения» — клерк
- 1995: «Guns and Lipstick» — работник по обслуживанию клиентов
- 1995: JAG
- 1996: «Притворщик»
- 1997: The Setting Son
- 1998: Seven Days
- 1999–2002: «The Amanda Show» — различные персонажи / себя
- 1999: The Deep End of the Ocean
- 2004-2007: «Дрейк и Джош» — Одри Паркер-Николс
- 2005: «Zoey 101»[англ.] — жена мистера Бендера
- 2005: The Weekend
- 2006: «Дрейк и Джош в Голливуде» — Одри Паркер-Николс
- 2006-2007: «Squirrel Boy»[англ.] — миссис Джонсон
- 2007: «Drake & Josh: Really Big Shrimp»[англ.] — Одри Паркер-Николс
- 2008: «Счастливого Рождества, Дрейк и Джош» — Одри Паркер-Николс
- 2010: «All Kids Count»

## Сценарные работы
- 2002: «Threat of Exposure»